# Boronia montimulliganensis
Boronia montimulliganensis är en vinruteväxtart som beskrevs av Duretto. Boronia montimulliganensis ingår i släktet Boronia och familjen vinruteväxter. Inga underarter finns listade i Catalogue of Life.